# Virbius
Virbius est une divinité romaine secondaire, assimilée à Hippolyte, fils de Thésée, qu'Esculape fit revenir à la vie.
Virbius pourrait être, à l'origine, une divinité italique, personnifiant le Soleil. Selon une tradition accréditée depuis longtemps, acceptée par Virgile et Ovide, on reconnaissait en lui le héros grec Hippolyte, qui, déchiré par ses chevaux, fut ressuscité par Esculape et par Diane. La déesse le cacha alors dans les bois impénétrables d'Aricie, et lui donna le nom de Virbius (« deux fois homme ») pour qu'il fût méconnaissable même à ses chevaux (du reste, aucun cheval ne pouvait pénétrer dans le domaine sacré). Son culte était associé à celui de Diane Aricine, dont le sanctuaire se situait à Aricie.
Le nom de Virbius rappelle celui des Vires, nymphes des bocages verdoyants, compagnes et servantes de Diane. 